# Марокканський похід (1574)
Марокка́нський по́хід — військова експедиція португальського короля Себаштіана до Марокканського султанату, що відбулася влітку—восени 1574 року. Була організована спонтанно, без належної підготовки. Завершилася безрезультатно: португальці не змогли повернути свої позиції в Північній Африці.

## Історія
Португальський король Себаштіан планував продовжити політику експансії в Північній Африці, започатковану його попередниками. Влітку 1574 року він призначив губернатором Танжеру в Марокко кратуського пріора Антоніу. Останній виїхав з Португалії на місце призначення в червні того ж року. Через місяць, в серпні 1574 року, король по морю дістався з Кашкайша до південної провінції Алгарве. Перебуваючи у Лагуші, він написав своїй бабі-королеві Катерині й дядькові-кардиналу Енріке, що збирається вирушити до Африки й призначає своїм регентом дядька-кардинала.
Себаштіан розіслав листи до португальської шляхти і міщанства, наказуючи збирати війська та коней для Марокканського походу. Місце збору була обрана Тавіра. Частина шляхтичів делегувала свої загони, проте більшість не встигла провести мобілізацію через раптовість королівських розпоряджень.
Тим часом, не чекаючи на прибуття військ, Себаштіан зі своїм двором покинув Алгарве й морем дістався Сеути у Північній Африці. Оскільки марокканська армія не з’являлася, король зайнявся полюваннями в околицях міста. Коли ж перші загони вояків прибули, Себаштіан рушив до Танжера. Там він звільнив губернатора Антоніу за те, що той займав вичікувальну позицію — чекав на короля і не вступав у бій із маврами, хоча й бачив їхні сили.
Марокканський похід Себаштіана був недбало підготовлений. Король не мав чіткої стратегії й цілей кампанії, покладався на ініціативу молодої і запальної шляхти, шукав нагоди здобути слави у битві ніж можливості виграти війну. Він відсторонив від командування усіх, хто робив йому зауваження чи давав обережні поради.
З наближенням зими північно-африканські порти ставали небезпечними для суден. Тому мірандський єпископ, що брав участь в експедиції, набрався мужності заявити на проповіді, що в португальців мало сил проводити цей Марокканський похід і що найрозумніше для них було б повернутися на батьківщину. Це розлютило Себаштіана, який безуспішно спробував позбавити єпископа посади.
Баба-королева Катерина так само хотіла повернути свого войовничого онука до Португалії. Вона постійно слала Себаштіану листи, а також намагалася вплинути на нього через дядька, кастильського короля Філіпа II. Умовляння не діяли, тому Катерина заявила, що сама вирушить до Африки, щоб забрати онука або померти. Врешті-решт, король Філіп II відмовився продавати своєму португальському небожу коней і провіант.
Під тиском обставин і родичів Себаштіан вирішив повернутися до Португалії. Похід завершився безславно і безрезультатно. Ніби виправдовуючи свій безпорадний задум, король написав довжелезний звіт про кампанію, сповнений розгубленості й марнославства.